# 대전광역시의 고등학교 목록
다음 목록은 대전광역시에 있는 고등학교 목록이다.

## 가
계룡디지텍고등학교

## 나
남대전고등학교

## 다
대덕고등학교 ·  대덕소프트웨어마이스터고등학교 ·  대전가오고등학교 ·  대전고등학교 ·  대전과학고등학교 ·  대전관저고등학교 ·  대전괴정고등학교 ·  대전구봉고등학교 ·  대전국제통상고등학교 ·  대전노은고등학교 ·  대전대성고등학교 ·  대전대성여자고등학교 ·  대전대신고등학교 ·  대전도시과학고등학교 ·  대전도안고등학교 ·  대전동산고등학교 ·  대전동신과학고등학교 ·  대전둔산여자고등학교 ·  대전둔원고등학교 ·  대전만년고등학교 ·  대전반석고등학교 ·  대전복수고등학교 ·  대전생활과학고등학교 ·  대전성모여자고등학교 ·  대전송촌고등학교 ·  대전신일여자고등학교 ·  대전여자고등학교 ·  대전여자상업고등학교 ·  대전예술고등학교 ·  대전외국어고등학교 ·  대전용산고등학교 ·  대전이문고등학교 ·  대전전민고등학교 ·  대전전자디자인고등학교 ·  대전제일고등학교 ·  대전중앙고등학교 ·  대전지족고등학교 ·  대전체육고등학교 ·  대전한빛고등학교 ·  동대전고등학교 ·  동방고등학교 ·  동아마이스터고등학교

## 마
명석고등학교

## 바
보문고등학교

## 사
서대전고등학교 ·  서대전여자고등학교 ·  서일고등학교 ·  서일여자고등학교 ·  신탄진고등학교

## 아
우송고등학교 ·  유성고등학교 ·  유성생명과학고등학교 ·  유성여자고등학교

## 자
중일고등학교

## 차
청란여자고등학교 ·  충남고등학교 ·  충남기계공업고등학교 ·  충남여자고등학교

## 하
한밭고등학교 ·  호수돈여자고등학교